# Декейтер (округ, Джорджия)
Деке́йтер (англ. Decatur County) — округ штата Джорджия, США. Население округа на 2000 год составляло 28240 человек. Административный центр округа — город Бейнбридж.

## История
Округ Декейтер основан в 1823 году.

## География
Округ занимает площадь 1546.2 км2.

## Демография
Согласно Бюро переписи населения США, в округе Декейтер в 2000 году проживало 28240 человек. Плотность населения составляла 18.3 человек на квадратный километр.